# Renata Flores (cantante)

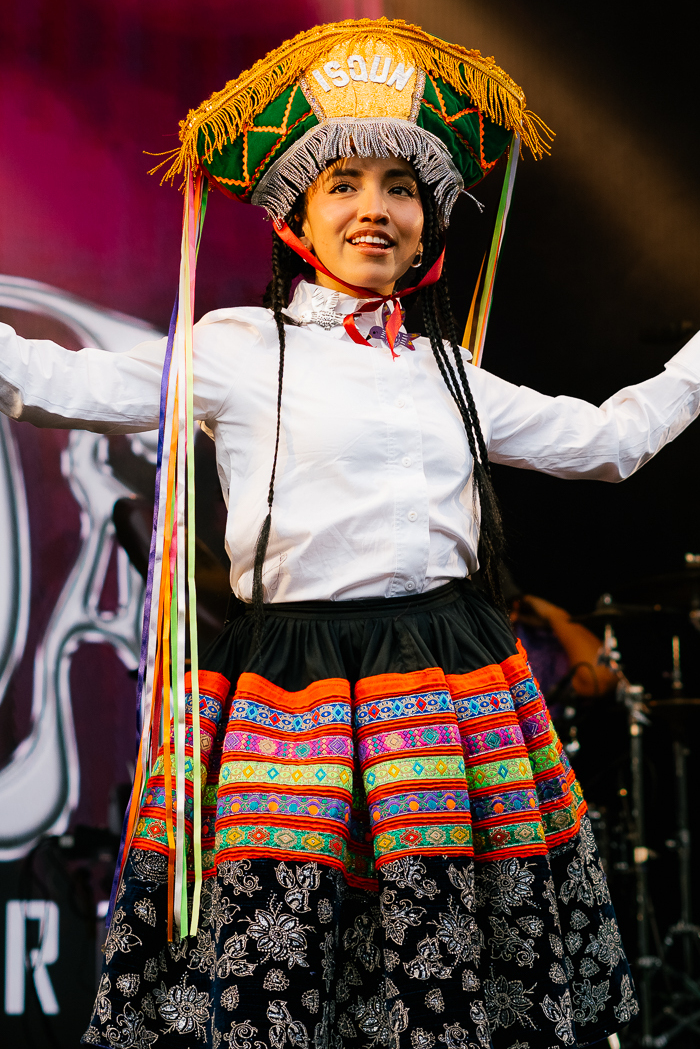
Renata Flores en concierto.

Renata Flores Rivera (Huamanga, 20 de marzo de 2001) es una cantautora y rapera peruana originaria de Ayacucho. Interpreta la música andina fusionada con hip hop, pop, trap y ritmos urbanos. Sus canciones tienen como objetivo la revitalización del quechua y sus composiciones suelen abordar los problemas que enfrentan las comunidades andinas en el Perú.

## Carrera musical
En 2014 participó en el concurso de canto, La voz Kids.
Ganó popularidad en Latinoamérica por su versión en soul y afroperuana de «The Way You Make Me Feel» del estadounidense Michael Jackson, cantado en quechua ayacuchano.
Ese marzo de 2018, por celebrarse el mes del Día Internacional de la Mujer, lanzó su primer sencillo netamente en quechua titulado «Qawachkanchik chay Killallata (Mirando la misma luna)», grabado en el Complejo Arqueológico Wari, ubicado en la ciudad de Ayacucho.En septiembre, lanza su canción «Tijeras», en colaboración del disc jockey Kayfex, la cual es una composición con lírica feminista. Fue elegida entre las «10 mejores canciones de 2018», por el medio digital PlayGround.
En marzo de 2021, lanza su primer álbum, Isqun. También apareció, hablando quechua, en anuncios de la marca de perfumes Yanbal.En homenaje al Bicentenario del Perú, en julio, junto a Daniela Darcourt, Eva Ayllón y Tony Succar, lanza «Arriba Perú», compuesto por Darcourt, Succar, Mudo Venegas y Kalé, producido por Succar, Venegas y Óscar Caveroy nominado a los premios Luces de El Comercio como «hit del año».Fue incluida en la lista de «100 latinas más influyentes del mundo» de la revista ¡Hola!.
En 2022 estrena la canción «Juntos sonamos mejor» a partir de 23 lenguas nativas. Ese mismo año, fue incluida en la lista «50 mujeres más poderosas del Perú», según Forbes.
En 2025 representó a Perú en el festival Viña del Mar pero perdió en la primera parte de la ronda folclórica. Debido a que no contaba apoyo de las autoridades, su campaña se realizó a través de las redes sociales. Ese mismo año, fue invitada al concierto de Shawn Mendes como parte de la gira For Friends and Family Only.

## Otras actividades
En 2024 fue parte del reparto de Tatuajes en la memoria, película peruana de Luis Llosa sobre el conflicto armado interno.

## Vida personal
Flores comenzó a estudiar quechua a la edad de 13 años y para mejorar su fluidez continuó haciéndolo hasta en la universidad. Tradujo «The Way You Make Me Feel» con la ayuda de Ada, su abuela de 72 años. Su madre, la música Patricia Rivera, también es su mánager y dirigió algunos de sus vídeos, como  «La América que se olvida».

## Discografía
Álbumes de estudio
- Isqun (2021)
  - Chañan Cori Coca /Imperio/
  - Francisca Pizarro /Invasión/
  - Beatriz Clara Coya /Colonia/
  - María Parado de Bellido /Independencia/
  - Rita Puma Justo /República/

| Sencillos - «Qawachkanchik chay Killallata (Mirando la misma luna)» - «Un mundo de colores» - «Miradas» - «Tijeras (ft. Kayfex)» - «Qam Hina (Como tú)» - «Mariposas» - «Pachamama» - «Juntos sonamos mejor» - «La América que se olvida» - «AKAKAW (ft. Los Mirlos)» - «Killapa llullu warmi (Niña de la luna)» - «Kuti tika (Vuelve a florecer)» - «Tijeras II» - «SÍGUEME (ft. Xiuhtezcatl)» | Versiones en quechua - «The Way You Make Me Feel» (de Michael Jackson) - «Roxanne» (de The Police) - «Fallin'» (Alicia Keys) - «The House of the Rising Sun» (de The Animals) - «Earth Song» (de Michael Jackson) - «New Rules» (de Dua Lipa) - «Noche de paz» (villancico navideño) - «Cuando pienses en volver» (de Pedro Suárez-Vertiz; junto a otros artistas) - «Butter» (de BTS) |

## Filmografía
- Tatuajes en la memoria (2024)

## Premios y nominaciones
| Año  | Premio        | Categoría              | Nominación a                                                       | Resultado | Ref.          |
| ---- | ------------- | ---------------------- | ------------------------------------------------------------------ | --------- | ------------- |
| 2021 | Premios CP    | Mejor canción nacional | «Tijeras» (con Kayfex)                                             | Nominada  | [ 41 ] [ 42 ] |
| 2021 | Premios Luces | Disco del año          | Isqun                                                              | Pendiente | [ 23 ]        |
| 2021 | Premios Luces | Hit del año            | «Arriba Perú» (junto a Daniela Darcourt, Eva Ayllón y Tony Succar) | Pendiente | [ 23 ]        |
| 2021 | Premios Luces | Hit del año            | «Mi lugar bendito» (de Marco Romero con Flores)                    | Pendiente | [ 23 ]        |